# Simon von Lipnica

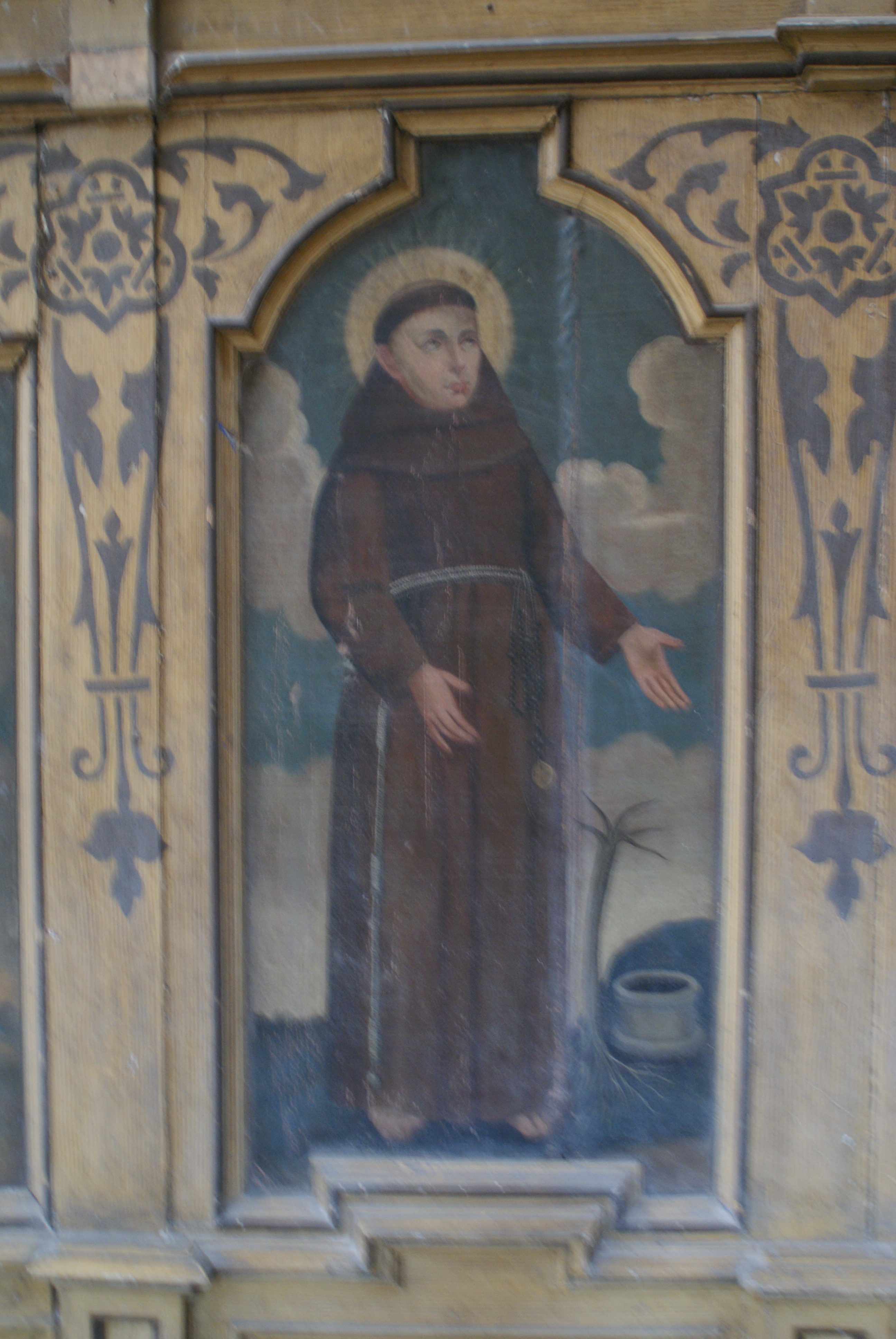
Simon von Lipnica

Simon von Lipnica (* um 1438 in Lipnica, Polen; † 18. Juli 1482 in Krakau, Polen) war ein katholischer Mönch und Heiliger.
Simon trat 1457 den Minderbrüder des Franziskaner ein und wirkte als erfolgreicher Prediger. Er war ebenfalls Vorsteher mehrerer polnischer Franziskanerklöster. Nach dem Generalkapitel der Franziskaner in Padua in 1478, an der er selbst teilnahm, unternahm Simon eine Wallfahrt ins Heilige Land und nach Rom. Er leistete Hilfe während der Pestepidemie in Krakau, erkrankte schließlich selbst an der Pest und verstarb nach sieben Tagen.
Seine Heiligsprechung erfolgte 2007 durch Papst Benedikt XVI., nach der Seligsprechung durch Innozenz XI. 1685.